# 대전 비래사 목조비로자나불좌상
대전 비래사 목조비로자나불좌상(大田 飛來寺 木造毘盧遮那佛坐像)은 대전광역시 대덕구 비래사에 있는 조선시대의 불상이다. 2001년 6월 27일 대전광역시의 유형문화재 제30호로 지정되었다가, 2014년 7월 2일 대한민국의 보물 제1829호로 승격되었다.

## 개요
양 어깨를 다 덮은 옷에 두 손을 모아 쥔 지권인을 한 비로자나불 좌상이다. 머리를 앞으로 약간 내밀고, 시선을 아래로 두어 굽어보는 듯한 자세를 하고 있으며, 네모지면서도 둥그스름한 얼굴은 치켜올려진 입 끝으로 인해 미소를 머금은 듯하다. 적당히 큰 귀를 갖춘 머리에는 큼직한 반원형의 중간 계주(계珠)와 정상 계주를 갖추었으며, 목에는 3줄의 주름인 삼도(三道)가 뚜렷하다. 둥근 어깨와 적당히 부푼 가슴, 넓어진 무릎으로 부피감 있으면서도 안정된 자세에, 신체 각 부의 알맞은 비례와 자연스러운 옷주름 표현으로 사실성이 엿보인다. 특히 가슴 앞에서 모아 감싸쥐고 있는 두 손과 이목구비의 표현은 지극히 자연스러워 마치 인체를 묘사한 듯한 사실적 조각기법이다. 개금중수기와 목판본「대불정수능엄신주(大佛頂首楞嚴神呪)」다라니가 발견되었으며, 바닥에는 1650년 조성한 사실, 즉 ‘순치팔년경인……수법화원 무염비구……(順治八年庚寅……受法畵員 無染比丘……)’이 기록되어 있다.

## 보물 지정 사유
‘대전 비래사 목조비로자나불좌상(大田飛來寺木造毘盧遮那佛坐像)’은 등신대(等身大)보다 조금 작은 크기의 불상으로, 전체적으로 차분하고 단정한 조형감을 보여준다. 육계와의 구분이 뚜렷하지 않은 머리는 나발이 촘촘하고, 반구형 정상계주와 반달 모양의 중앙계주가 표현되어 있다.
편단우견(偏袒右肩)의 대의(大衣)는 오른쪽 어깨에서 팔꿈치를 지나 왼쪽 어깨 뒤로 넘어가면서 가슴에 넓은 U자형의 곡선을 이루고, 드러난 내의(內衣)는 수평을 이룬다. 두 손을 가슴 앞으로 모아서 오른손 검지 위에 왼손 검지를 올린 지권인(智拳印)의 손모양을 하고 길상좌(吉祥坐)의 자세로 앉은 모습이다.
또한 이 상은 밑면에 기록된 묵서를 통해 1651년(효종 2)의 정확한 제작시기와 조각가가 무염(無染)임을 알 수 있어 17세기 불교조각 연구에 기준자료가 된다. 균형이 잘 잡힌 안정적인 신체에 옷주름의 표현도 섬세하고 우아하여, 17세기 전중반기에 크게 활약한 조각승 무염의 대표작으로 평가할 수 있다.

## 같이 보기
- 비래사

## 참고 자료
- 대전 비래사 목조비로자나불좌상 - 국가유산청 국가유산포털